# Albert Gilchrist
Albert Waller Gilchrist (Greenwood, 15 gennaio 1858 – New York, 15 maggio 1926) è stato un politico e militare statunitense. Fu il 20º governatore della Florida dal 1909 al 1913. Fu generale di brigata e capitano dell'esercito durante la guerra ispano-americana.